# گندراسوی کلاهک‌دار
گندراسوی کلاهک‌دار (نام علمی: Mephitis macroura) نام یک گونه از تیره گندراسو است.